# D'Joun Smith
D'Joun Smith (Miami, 23 settembre 1992) è un giocatore di football americano statunitense che milita nel ruolo di cornerback per gli Indianapolis Colts della National Football League (NFL).

## Biografia

### Indianapolis Colts
Dopo avere giocato al college a football alla Florida Atlantic University, Smith fu scelto nel corso del terzo giro (65º assoluto) del Draft NFL 2015 dai Indianapolis Colts.